# Acronicta elineata
Acronicta elineata är en fjärilsart som beskrevs av Abel Dufrane. Acronicta elineata ingår i släktet Acronicta och familjen nattflyn. Inga underarter finns listade i Catalogue of Life.